# هارالد یارلینگ
هارالد یارلینگ (انگلیسی: Harald Jährling؛ زادهٔ ۲۰ ژوئن ۱۹۵۴) قایقران روئینگ اهل آلمان بود.